# Гвендолін Крісті
Гвендолін Крісті (англ. Gwendoline Christie; нар. 28 жовтня 1978, Вертінґ, Західний Сассекс, Велика Британія) — британська акторка, яка відома виконанням ролей у серіалі «Гра престолів» і франшизі «Зоряні війни». У 2022 році вийшли серіали «Пісочний чоловік» та «Венздей», де вона виконувала одні з головних ролей.

## Життєпис
Гвендолін Крісті народилася у Вертінзі, Західний Сассекс, Велика Британія в родині домогосподарки та менеджера з продажу. У дитинстві дівчина займалася художньою гімнастикою, але через травму змушена була залишити цей вид спорту. Тоді вона вирішила стати акторкою. Гвендолін закінчила Лондонський центр драматичного мистецтва.

## Кар'єра

### 2006—2010: Театр та рання кар'єра на екрані
У 2002 році зріст Гвендолін привернув увагу фотографа Поллі Борланд. Вона зробив Гвендолін об'єктом відомої серії фотографій під назвою «Зайчик». За словами Гвендолін, тоді вона відчула, що фотографії, на яких вона з'являється здебільшого оголена може допомогти їй примиритися зі своїм тілом і кинути виклик уявленням про жіночність.
Наставником Гвендолін ще з театральної школи був актор і письменник Саймон Каллоу. Її театральна кар'єра включає виконання ролі Королеви в «Цимбеліні» Шекспіра з Томом Гіддлстоном, роль Меґ Вайлдвуд у «Сніданку у Тіффані».
На екрані Гвендолін дебютувала з короткометражним фільмом 2007 року під назвою «Час хірурга». У наступні роки вона продовжувала з'являтися в його роботах.

### 2011—2014: «Гра престолів» та «Чарівники проти прибульців»

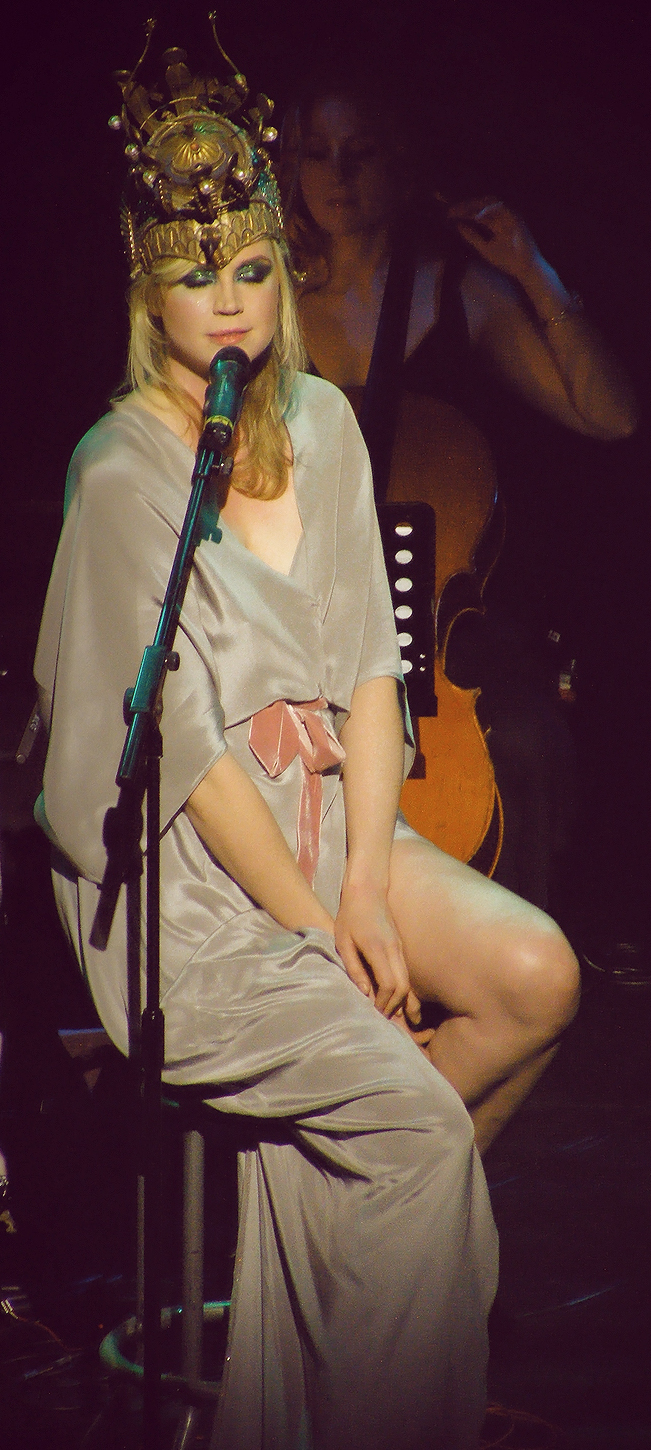
Гвендолін Крісті на сцені London Palladium у 2009

У липні 2011 року Гвендолін отримала роль воїна Брієнни Тарт у другому сезоні серіалу HBO «Гра престолів». Її героїня, незвичайно висока, м'язиста і невибаглива жінка, є улюбленою серед багатьох читачів романів. Гвендолін сказала, що могла б спиратися на власний досвід знущань через свій зріст і андрогінну зовнішність, щоб зіграти роль Брієнни, роль, яку вона дуже захотіла зіграти після прочитання романів «Пісня льоду та полум'я». Щоб підготуватися навіть до прослуховування, вона почала носити одяг унісекс, щоб допомогти їй увійти в більш чоловіче мислення її героїні, і взялася за режим інтенсивних тренувань, набравши 6,4 кг м'язової маси. За словами співавтора серіалу, продюсера та автора романів Джорджа Р. Р. Мартіна, вона отримала роль практично без дебатів після приголомшливого прослуховування, на якому вона з'явилася вже загримованою та в костюмі Брієнни. Отримавши роль, вона готувалася до неї, інтенсивно тренуючись, брала уроки верхової їзди, бою на мечах і сценічного бою.
Її дебют відбувся в третьому епізоді другого сезону «What Is Dead May Never Die», який вийшов в ефір 15 квітня 2012 року. Виступ був добре сприйнятий критиками. За виконання ролі Брієнни в третьому сезоні серіалу Гвендолін була номінована на премію «Сатурн» як найкраща актриса другого плану на телебаченні в 2014 році.
Окрім ролі у «Грі престолів», Гвендолін з'явилася в британському науково-фантастичному серіалі «Чарівники проти прибульців» сценаристів «Доктора Хто» Рассела Т. Девіса та Філа Форда. Для цієї ролі вона носила сильний макіяж, хоча також з'явилася зі своєю звичайною статурою. Вона також зіграла другорядну роль в іншому фільмі Террі Гілліама «Теорема Зеро».

### 2015-нині
У 2015 році Гвендолін зіграла командира Лайма в четвертій частині серії фільмів «Голодні ігри» «Голодні ігри: Переспівниця. Частина ІІ».
Також у 2015 році Гвендолін знялася у фільмі «Зоряні війни: Пробудження Сили». Її гру та образ персонажа отримали високу оцінку; однак персонаж отримав критику за свою мінімальну роль у фільмі.
У 2017 році Гвендолін зіграла головну роль у другому сезоні «Вершини озера»; персонаж був написаний спеціально для Гвендолін співавторкою серіалу Джейн Кемпіон після того, як Гвендолін попросила її взяти участь у серіалі. Того ж року вона повторила свою роль у фільмі «Зоряні війни: Останні джедаї». У 2018 році вона зіграла роль у трьох епізодах мультсеріалу «Зоряні війни: Рух опору».
У 2018 році вона з'явилася в ролі мисливиці за головами леді Джейн у «Темні уми».
У 2019 році «Гра престолів» завершився на восьму сезоні; за гру в останньому сезоні Гвендолін отримала свою першу номінацію на премію «Еммі» за найкращу жіночу роль другого плану в драматичному серіалі; вона також отримала другу премію «Сатурн» за найкращу жіночу роль другого плану на телебаченні за свою гру в останніх двох сезонах.
У січні 2021 року Гвендолін отримала роль Люцифера в серіалі «Пісочний чоловік» від Netflix.
У листопаді 2022 року Гвендолін зіграла директорку Ларису Вімс у комедійному серіалі жахів Netflix «Венздей».
20 серпня 2024 року Firaxis Games оголосила, що Крісті буде оповідачем у їхній флагманській грі Civilization VII, яка вийде в лютому 2025 року. 

## Особисте життя
Зріст Гвендолін становить 190 см. Її зріст став причиною знущань над нею, коли вона була молодшою.
З початку 2013 року вона була у стосунках із модельєром Джайлзом Діконом.

## Фільмографія
| Рік       |    | Українська назва                       | Оригінальна назва                         | Роль                      |
| --------- | -- | -------------------------------------- | ----------------------------------------- | ------------------------- |
| 2007      | ф  | Час хірурга                            | The Time Surgeon                          | жертва                    |
| 2009      | ф  | Імаджинаріум доктора Парнаса           | The Imaginarium of Doctor Parnassus       | покупець                  |
| 2010      | кф |                                        | The 7 Ages of Britain Teaser              | оператор                  |
| 2010      | кф |                                        | Ourhouse, Episode 1: 'Games'              | Лялечка                   |
| 2012—2013 | с  | Чарівники проти прибульців             | Wizards vs. Aliens                        | Лексі/Люсі (26 епізодів)  |
| 2012—2019 | с  | Гра престолів                          | Game of Thrones                           | Брієнна Тарт (42 епізоди) |
| 2013      | ф  | Теорема Зеро                           | The Zero Theorem                          | жінка у вуличній рекламі  |
| 2015      | ф  | Голодні ігри: Переспівниця. Частина ІІ | The Hunger Games: Mockingjay - Part 2     | командувач Лайм           |
| 2015      | ф  | Зоряні війни: Пробудження Сили         | Star Wars: The Force Awakens              | капітан Фазма             |
| 2016      | ф  | Гарно жити не заборониш                | Absolutely Fabulous: The Movie            | Гвендолін Крісті          |
| 2017      | с  | Вершина озера                          | Top of the Lake                           | Міранда (6 епізодів)      |
| 2017      | ф  | Зоряні війни: Останні джедаї           | Star Wars: The Last Jedi                  | капітан Фазма             |
| 2017      | вг | Star Wars: Battlefront II              | Star Wars: Battlefront II                 | капітан Фазма (голос)     |
| 2018      | ф  | Темні уми                              | The Darkest Minds                         | Леді Джейн                |
| 2018      | ф  | Маленька червона сукня                 | In Fabric                                 | Гвен                      |
| 2018      | ф  | Ласкаво просимо до Марвена             | Welcome to Marwen                         | Анна                      |
| 2019      | ф  | Історія Девіда Коперфілда              | The Personal History of David Copperfield | Джейн Мердстона           |
| 2019      | ф  | Друзі назавжди                         | Our Friend                                | Тереза                    |
| 2022      | ф  |                                        | Flux Gourmet                              | Джен Стівенс              |
| 2022      | с  | Пісочний чоловік                       | The Sandman                               | Люцифер (2 епізоди)       |
| 2022—2025 | с  | Венздей                                | Wednesday                                 | Лариса Вімс (12 епізодів) |
| 2024      | ф  |                                        | Robin and the Hoods                       | Аура                      |
| 2025      | вг | Цивілізація VII                        | Civilization VII                          | оповідач (голос)          |
| 2025      | с  | Розрив                                 | Severance                                 | Лорна (2 епізоди)         |